# Thiesz János
Thiesz János (Kovászna, 1963. február 3.)  Kovászna város alpolgármestere, majd polgármestere.

## Életrajz
Szülővárosában végezte tanulmányait is, 1981-ben érettségizett matematika- mechanika szakon. Később a Bukaresti Tudományegyetem közgazdasági szakán diplomázott. 2000 és 2007 között a Városi Művelődési Ház igazgatói szerepét látta el. 2008-tól pedig Kovászna város alpolgármesteri tisztségét töltötte be. 
Lőrincz Zsigmond polgármester halála után választották Kovászna polgármesterévé. Tevékenységének köszönhetően 8 év alatt az infrastruktúra-fejlesztését célzó projekt keretében a városban 16 utcát korszerűsítettek, kicserélték a vezetékeket, és felújították a zöldövezeteket. 2016-ban személyes okokból úgy döntött, hogy visszavonul a közéletből.